# Úmar ibn Mandil
Úmar ibn Mandil (àrab: عمر بن منديل, ʿUmar b. Mandīl) fou emir dels Awlad Mandil del Chelif.
Es va oposar al seu germà Àïd ibn Mandil que des de 1263 governava a l'Ouarsenis, Ténès i Médéa i va obtenir el suport dels abdalwadites de Tlemcen. Després d'un temps de lluita, Umar es va imposar com a cap dels maghrawes el 1269/1270 mercès a la intervenció dels seus aliats, dels que els maghrawes del Chelif van esdevenir vassalls. El domini abdalwadita no era acceptat pels clans tribals i Abu-Yahya I Yaghmurassan ibn Zayyan de Tlemcen (1236-1283) va haver de fer una expedició contra els rebels el 1273/1274. Finalment els germans d'Úmar, Àïd ibn Mandil i Thàbit ibn Mandil, van vendre Ténès a l'emir abdalwadita de Tlemcen el 1273/1274.
Úmar va morir el 1277/1278 i el seu germà Thàbit ibn Mandil va prendre el poder però també va reconèixer la sobirania de l'emir abdalwadita.